# Argument (landmeetkunde)

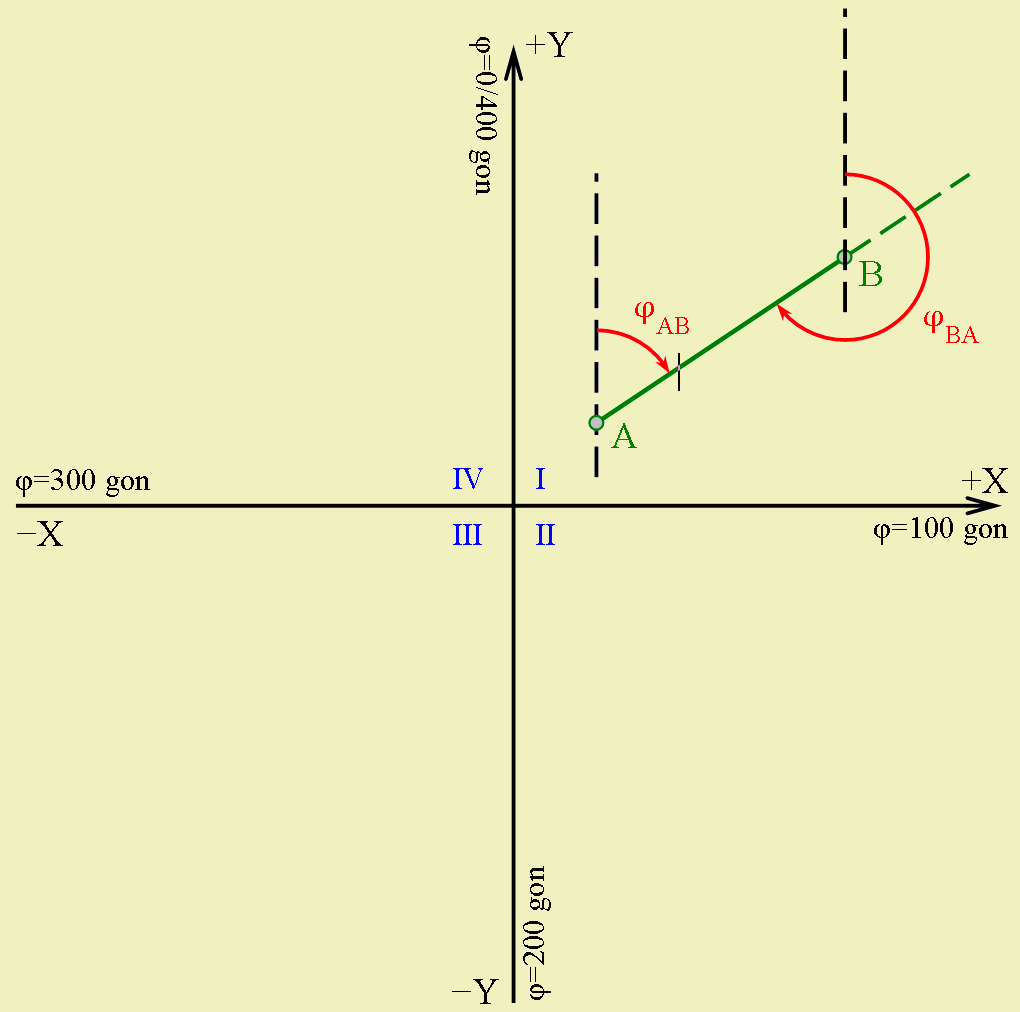
Figuur 1. Argument in (rechtsdraaiend) assenstelsel

Het argument is de hoek die een lijn AB in het platte vlak maakt ten opzichte van de positieve Y-as, rechtsom gezien vanuit A. Het argument wordt ook wel kaarthoek genoemd en wordt veel gebruikt in de landmeetkunde en geodesie bij de plaatsbepaling in het platte vlak. Vergelijk het argument met het azimut, waaronder meestal de hoek met het geografisch noorden wordt verstaan.
In de landmeetkunde liggen de kwadranten van het coördinatenstelsel anders dan bij goniometrie het geval is, namelijk rechtsom met het 1e kwadrant voor de positieve X en Y (zie figuur 1).
Voor het argument maakt het verschil uit of een lijn van A naar B loopt of andersom, van B naar A. Algemeen geldt:
{\displaystyle \varphi _{BA}=\varphi _{AB}+200\,{\text{gon}}}, of: {\displaystyle \varphi _{BA}=\varphi _{AB}-200,{\text{gon}}}
waarbij {\displaystyle \varphi _{AB}} de notatie is voor het argument van A naar B, in dit geval in gon. Het bereik van het argument is van 0 tot 400 (gon). Een negatief argument kan altijd worden verhoogd met 400 (gon) om een waarde tussen 0 en 400 te verkrijgen.

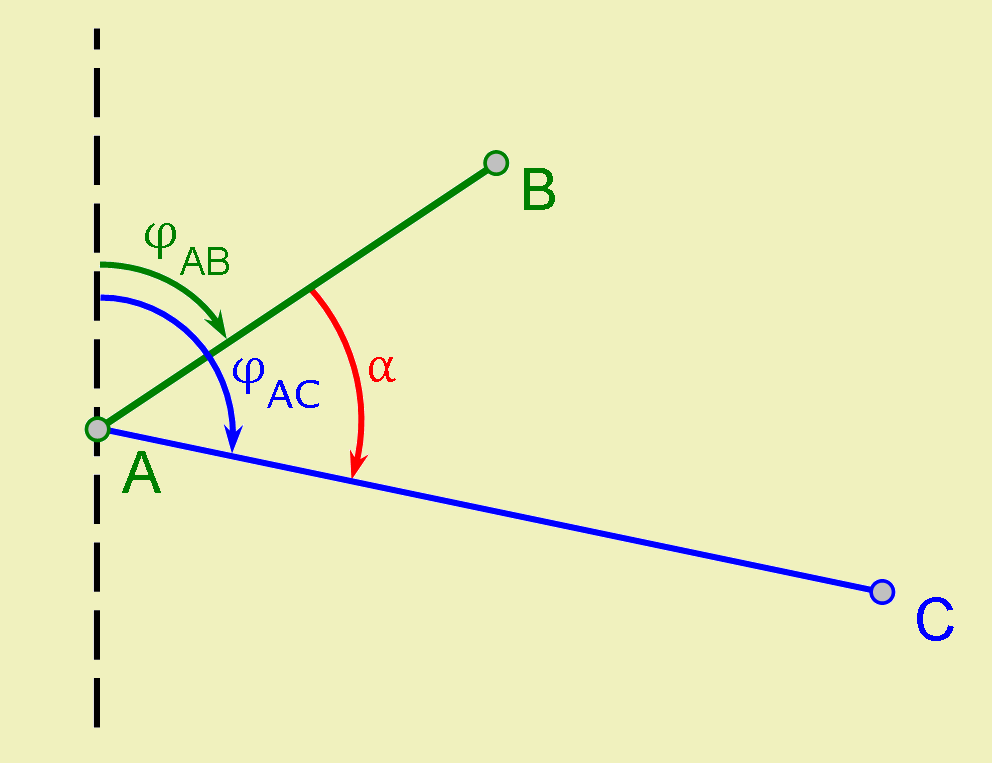
Figuur 2. Het verschil tussen twee argumenten

Als van een lijnstuk AC de hoek bekend is met AB (zie figuur 2), dan geldt voor het argument:
{\displaystyle \varphi _{AC}=\varphi _{AB}+\alpha }

## Notaties
Voor het argument A naar B bestaan verschillende notaties. De volgende zijn gangbaar:
{\displaystyle \varphi _{AB}=\phi _{AB}={\overline {AB}}}

## Berekening van het argument uit coördinaten
Wanneer de punten A en B in XY-coördinaten bekend zijn, dan wordt daaruit argument {\displaystyle \varphi _{AB}} als volgt berekend:
{\displaystyle \varphi _{AB}=\arctan \left({\frac {X_{B}-X_{A}}{Y_{B}-Y_{A}}}\right)}, als {\displaystyle (Y_{B}-Y_{A})<0} dan {\displaystyle \varphi _{AB}} verhogen met 200[gon].
In het geval dat {\displaystyle Y_{B}=Y_{A}} zal de noemer waarde nul aannemen, wat resulteert in een oneindig groot of klein quotiënt. Het argument wordt dan 100 of 300[gon], afhankelijk van {\displaystyle X_{B}} en {\displaystyle X_{A}}.
Bij het programmeren van de berekening van het argument op rekenmachine of computer kan het delen door 0 worden opgelost door altijd bij de noemer een zeer kleine waarde op te tellen; dit heeft geen invloed op het berekende argument:
{\displaystyle \varphi _{AB}=\arctan \left({\frac {X_{B}-X_{A}}{Y_{B}-Y_{A}+1\cdot 10^{-20}}}\right)}
De atan2 functie heeft het delen door nul probleem niet, en maakt ook keurig onderscheid tussen het eerste en derde kwadrant:
{\displaystyle \varphi _{AB}={\mathrm {atan2} (X_{B}-X_{A},Y_{B}-Y_{A})}}
Opmerking: Sommige platforms draaien de volgorde van de atan2-parameters om.

## Coördinaten uit argument en afstand
Zoals het argument kan worden berekend uit de coördinaten van A en B kunnen omgekeerd uit de coördinaten van een punt A, met daarbij gegeven de afstand en het argument van A naar B, de coördinaten van B worden berekend uit:
{\displaystyle X_{B}=X_{A}+L_{AB}\cdot \sin \varphi _{AB}}
{\displaystyle Y_{B}=Y_{A}+L_{AB}\cdot \cos \varphi _{AB}}
Hiermee wordt de basis gelegd voor de plaatsbepaling in de landmeetkunde. Hoeken en afstanden kunnen worden gemeten in het terrein, coördinaten niet. Als van twee punten in het terrein de coördinaten bekend zijn, dan kunnen door meting van hoeken en afstanden daaruit de coördinaten van andere punten worden bepaald.